# Pecq
Pecq är en kommun i Belgien.   Den ligger i provinsen Hainaut och regionen Vallonien, i den västra delen av landet, 70 km väster om huvudstaden Bryssel. Antalet invånare är 5 419. Arean är 33 kvadratkilometer.
Terrängen i Pecq är platt.
Trakten runt Pecq består till största delen av jordbruksmark. Runt Pecq är det tätbefolkat, med 308 invånare per kvadratkilometer.